# 楊日然
楊日然（1933年12月4日—1994年7月14日），臺灣雲林縣人，台灣法律學者，中華民國前司法院大法官。

## 生平
楊日然幼年家境清寒，然勤奮好學，曾拜漢文老師讀四書五經。後就讀台南師範學校，1952年畢業後任教於南師附小，於課餘時不忘進修，1955年，以榜首的成績考取台灣大學法律系。1958年司法官考試及格，次年進入司法官訓練所受訓，是該所第4期學員。同年，律師考試及格；教育部留學考試第一名通過，1960年赴笈日本東京大學法學院專攻法律哲學及比較法學，師從法哲學家碧海純一，於短短6年內即先後獲碩士、博士學位。
1966年獲博士學位後即回台任教於台灣大學法律系、所，教授法理學、法學方法論等課程。1970年再赴美國哈佛大學研究美國憲法、司法制度及法律思想，翌年返台。
1982年楊日然出任中華民國第四屆司法院大法官；1985年連任第五屆司法院大法官。1993年初發現罹患癌症，數度住院接受化學治療，然病情緩和後，輒返司法院參與大法官會議；並堅持按時到校授課，在某堂課的最後一節虛弱地離開教室時，曾向同學說：「我真的很高興，能夠把這堂課上完。」而當時甚至還認真地審閱由其指導的碩士論文。1994年，於司法院大法官任內病逝。
楊日然生前精通日、英、德、法四種外文，桃李滿門。2001年，被司法院表揚為「高風亮節司法典範楷模」。